# Doon Buggies

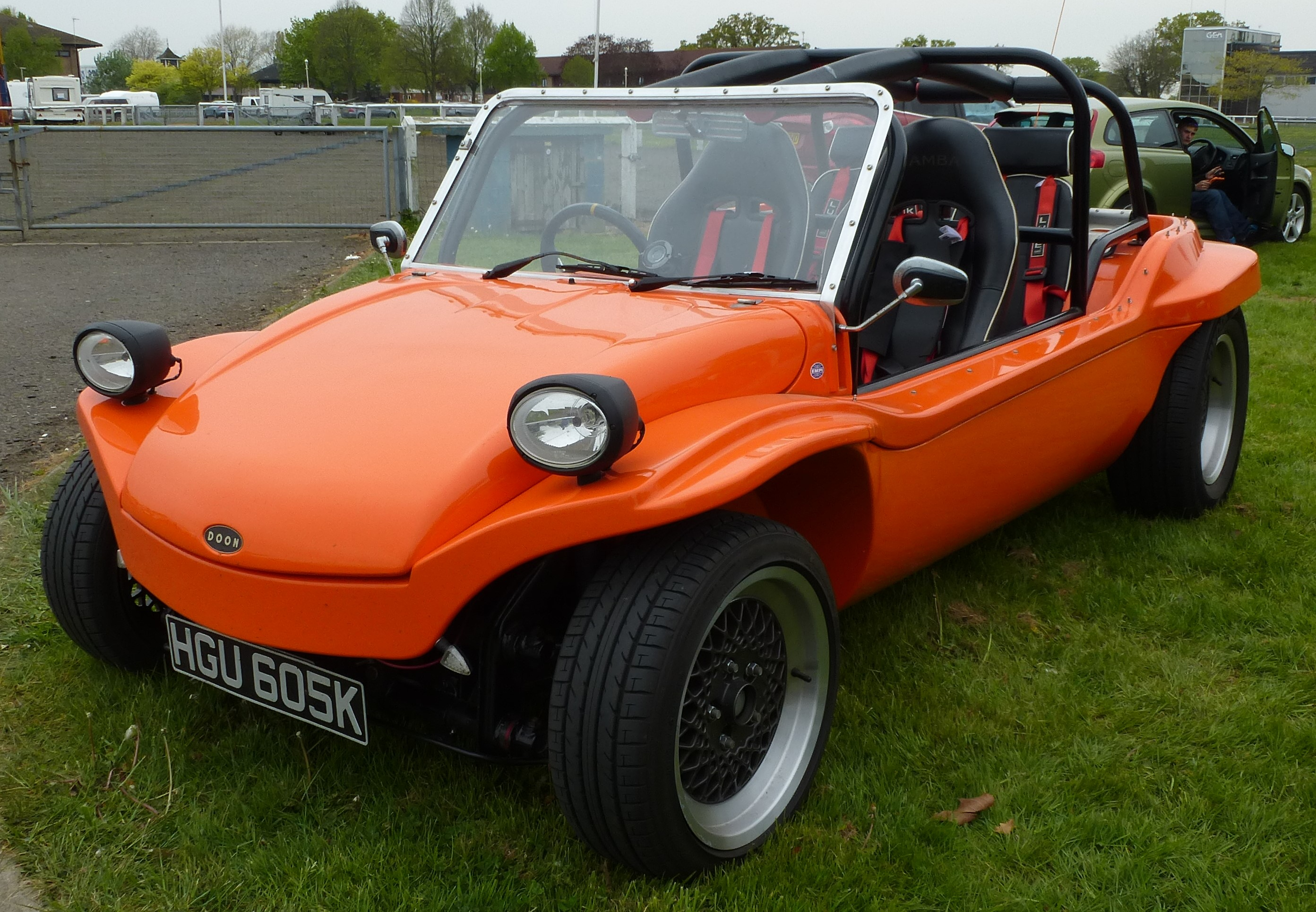
Doon Buggy

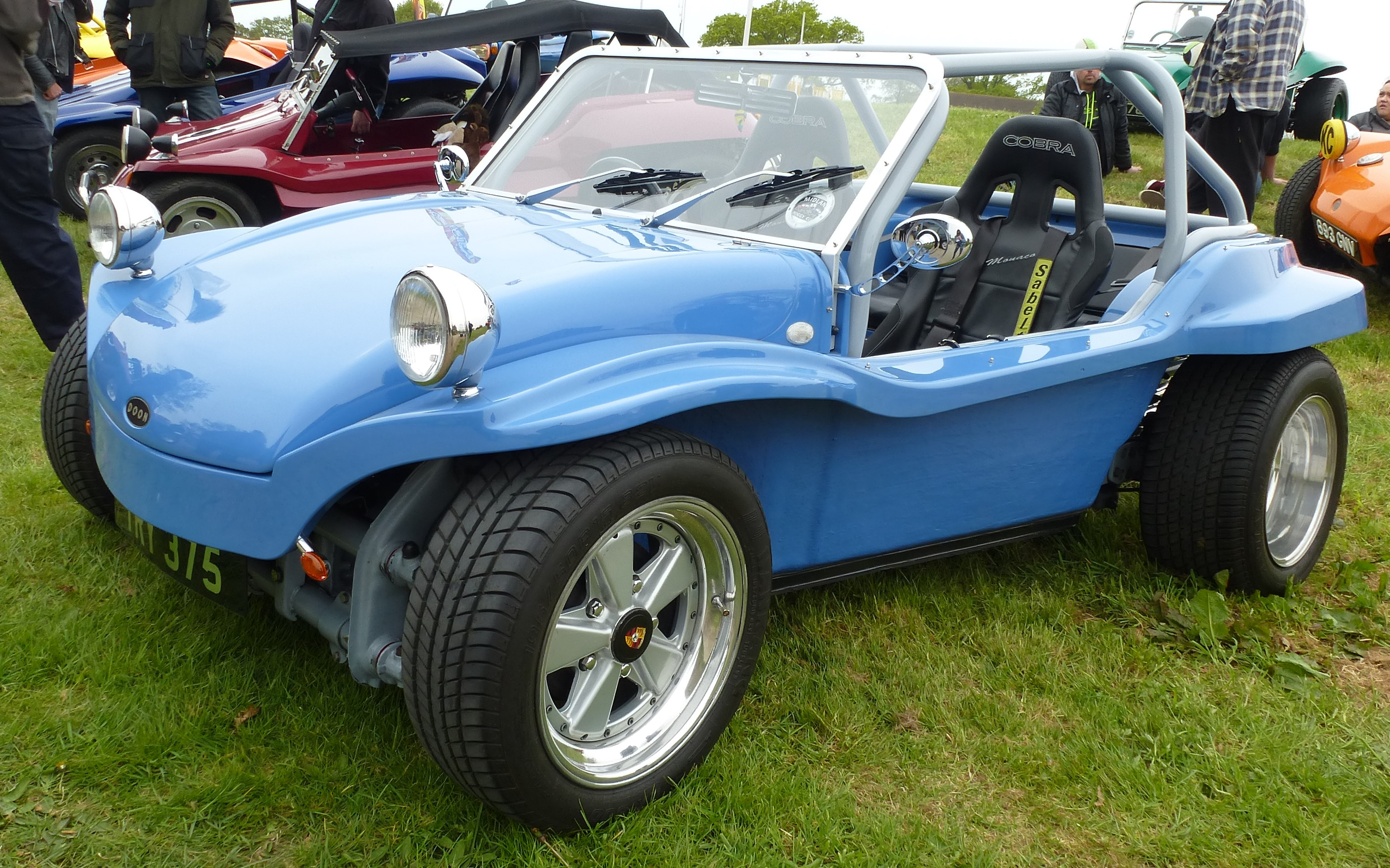
Seitenansicht

Doon Buggies war ein britischer Hersteller von Automobilen.

## Unternehmensgeschichte
Simon Chadwick und Richard Crees gründete 2001 das Unternehmen in Birmingham in der Grafschaft West Midlands. Sie kauften die Bauformen für einen VW-Buggy von GP, die allerdings in schlechten Zustand waren. Daraufhin entwarfen sie ein eigenes Modell, das 2001 produktionsreif war. Der Markenname lautete Doon. 2007 verließ Crees das Unternehmen. 2009 endeten Produktion und Vertrieb bei Doon.
Volksmagic aus Oldbury unter Leitung von Lee Rushton setzt seitdem die Produktion fort. Chadwick ist daran beteiligt. Insgesamt entstanden bisher je nach Quelle entweder etwa 50 oder etwa 70 Exemplare. Exportmärkte sind Belgien, Marokko und die Niederlande.

## Fahrzeuge
Im Angebot standen VW-Buggies. Die Basis bildete das Fahrgestell vom VW Käfer, das für einige Modelle gekürzt wurde. Ein Vierzylinder-Boxermotor trieb die Fahrzeuge an.